# Heteracris zulu
Heteracris zulu är en insektsart som beskrevs av Grunshaw 1991. Heteracris zulu ingår i släktet Heteracris och familjen gräshoppor. Inga underarter finns listade i Catalogue of Life.